# Vangueriella discolor
Vangueriella discolor är en måreväxtart som först beskrevs av George Bentham, och fick sitt nu gällande namn av Bernard Verdcourt. Vangueriella discolor ingår i släktet Vangueriella och familjen måreväxter. Inga underarter finns listade i Catalogue of Life.